# San Marco la Catola
San Marco la Catola is een gemeente in de Italiaanse provincie Foggia (regio Apulië) en telt 1390 inwoners (31-12-2004). De oppervlakte bedraagt 28,4 km², de bevolkingsdichtheid is 49 inwoners per km².

## Demografie
San Marco la Catola telt ongeveer 596 huishoudens. Het aantal inwoners daalde in de periode 1991-2001 met 15,6% volgens cijfers uit de tienjaarlijkse volkstellingen van ISTAT.
| Jaar | Inwoneraantal |
| ---- | ------------- |
| 1991 | 1794          |
| 2001 | 1515          |

## Geografie
San Marco la Catola grenst aan de volgende gemeenten: Celenza Valfortore, San Bartolomeo in Galdo (BN), Tufara (CB), Volturara Appula.
Accadia · Alberona · Anzano di Puglia · Apricena · Ascoli Satriano · Biccari · Bovino · Cagnano Varano · Candela · Carapelle · Carlantino · Carpino · Casalnuovo Monterotaro · Casalvecchio di Puglia · Castelluccio Valmaggiore · Castelluccio dei Sauri · Castelnuovo della Daunia · Celenza Valfortore · Celle di San Vito · Cerignola · Chieuti · Deliceto · Faeto · Foggia · Ischitella · Isole Tremiti · Lesina · Lucera · Manfredonia · Mattinata · Monte Sant'Angelo · Monteleone di Puglia · Motta Montecorvino · Ordona · Orsara di Puglia · Orta Nova · Panni · Peschici · Pietramontecorvino · Poggio Imperiale · Rignano Garganico · Rocchetta Sant'Antonio · Rodi Garganico · Roseto Valfortore · San Giovanni Rotondo · San Marco in Lamis · San Marco la Catola · San Nicandro Garganico · San Paolo di Civitate · San Severo · Sant'Agata di Puglia · Serracapriola · Stornara · Stornarella · Torremaggiore · Troia · Vico del Gargano · Vieste · Volturara Appula · Volturino · Zapponeta
1. ↑  https://demo.istat.it/?l=it.